# 巴尼 (喬治亞州)
巴尼（英語：Barney）是位於美國喬治亞州布魯克斯縣的一個非建制地區。該地的面積和人口皆未知。

## 地理
巴尼的座標為31°00′30″N 83°40′47″W / 31.00833°N 83.67972°W，而該地的平均海拔高度為73米（即239英尺）。